# Alpine Ski-Juniorenweltmeisterschaften 1984
Die 3. Alpinen Ski-Juniorenweltmeisterschaften fanden vom 20. bis 22. Februar 1984 in Sugarloaf im US-Bundesstaat Maine statt.

## Herren

### Abfahrt
| Platz | Land | Sportler                | Zeit (min) |
| ----- | ---- | ----------------------- | ---------- |
| 1     | FRA  | Denis Rey               | 1:26,05    |
| 2     | GBR  | Graham Bell             | 1:26,24    |
| 3     | FRA  | Didier Paget            | 1:26,37    |
| 4     | FRA  | Jean-Luc Crétier        | 1:26,38    |
| 5     | AUT  | Siegfried Stürzenbecher | 1:26,46    |
| 6     | FRA  | Emmanuel Yout           | 1:26,73    |

### Riesenslalom
| Platz | Land | Sportler                | Zeit (min) |
| ----- | ---- | ----------------------- | ---------- |
| 1     | AUT  | Rudolf Nierlich         | 2:53,64    |
| 2     | AUT  | Helmut Mayer            | 2:56,80    |
| 3     | ITA  | Luca Pesando            | 2:57,15    |
| 4     | AUT  | Rainer Salzgeber        | 2:57,83    |
| 5     | AUT  | Siegfried Stürzenbecher | 2:57,87    |
| 6     | ITA  | Battista Tomasoni       | 2:58,32    |

### Slalom
| Platz | Land | Sportler             | Zeit (min) |
| ----- | ---- | -------------------- | ---------- |
| 1     | JPN  | Atsushi Itō          | 1:55,21    |
| 2     | YUG  | Sašo Robič           | 1:56,24    |
| 3     | NOR  | Finn Christian Jagge | 1:56,51    |
| 4     | ITA  | Alberto Tomba        | 1:57,38    |
| 5     | AUT  | Johann Hofer         | 1:58,42    |
| 6     | JPN  | Keiji Oshigiri       | 1:58,93    |

### Kombination
| Platz | Land | Sportler             |
| ----- | ---- | -------------------- |
| 1     | AUT  | Johann Hofer         |
| 2     | ITA  | Luca Pesando         |
| 3     | NOR  | Finn Christian Jagge |
| 4     | FRA  | Emmanuel Yout        |
| 5     | FRG  | Peter Eigler         |
| 6     | CAN  | Greg Grossmann       |

Die Kombination bestand aus der Addition der Ergebnisse aus Abfahrt, Riesenslalom und Slalom.

## Damen

### Abfahrt
| Platz | Land | Sportlerin         | Zeit (min) |
| ----- | ---- | ------------------ | ---------- |
| 1     | AUT  | Veronika Wallinger | 1:14,46    |
| 2     | FRA  | Hélène Barbier     | 1:15,19    |
| 3     | SUI  | Heidi Zeller       | 1:15,38    |
| 4     | FRG  | Katrin Stotz       | 1:15,67    |
| 5     | CAN  | Wendy Lumby        | 1:15,90    |
| 6     | ITA  | Alexa Coppola      | 1:16,05    |

### Riesenslalom
| Platz | Land | Sportlerin         | Zeit (min) |
| ----- | ---- | ------------------ | ---------- |
| 1     | YUG  | Mateja Svet        | 2:23,08    |
| 2     | USA  | Diann Roffe        | 2:23,21    |
| 3     | YUG  | Veronika Šarec     | 2:23,82    |
| 4     | SWE  | Camilla Nilsson    | 2:23,92    |
| 5     | AUT  | Anita Wachter      | 2:24,61    |
| 6     | AUT  | Ingrid Salvenmoser | 2:24,98    |

### Slalom
| Platz | Land | Sportlerin           | Zeit (min) |
| ----- | ---- | -------------------- | ---------- |
| 1     | AUT  | Monika Maierhofer    | 1:24,27    |
| 2     | ITA  | Nicoletta Merighetti | 1:25,07    |
| 3     | YUG  | Veronika Šarec       | 1:25,25    |
| 4     | AUT  | Veronika Wallinger   | 1:25,35    |
| 5     | FRA  | Hélène Barbier       | 1:25,67    |
| 6     | FRA  | Pascaline Freiher    | 1:26,78    |

### Kombination
| Platz | Land | Sportler           |
| ----- | ---- | ------------------ |
| 1     | AUT  | Veronika Wallinger |
| 2     | FRA  | Hélène Barbier     |
| 3     | SUI  | Chantal Bournissen |
| 4     | FRG  | Christina Meier    |
| 5     | SUI  | Heidi Zeller       |
| 6     | ITA  | Michaela Marzola   |

Die Kombination bestand aus der Addition der Ergebnisse aus Abfahrt, Riesenslalom und Slalom.

## Medaillenspiegel
| Platz | Land                   | Gold | Silber | Bronze | Gesamt |
| ----- | ---------------------- | ---- | ------ | ------ | ------ |
| 1     | Österreich             | 5    | 1      | –      | 6      |
| 2     | Frankreich             | 1    | 2      | 1      | 4      |
| 3     | Jugoslawien            | 1    | 1      | 2      | 4      |
| 4     | Japan                  | 1    | –      | –      | 1      |
| 5     | Italien                | –    | 2      | 1      | 3      |
| 6     | Vereinigte Staaten     | –    | 1      | –      | 1      |
| 6     | Vereinigtes Königreich | –    | 1      | –      | 1      |
| 8     | Norwegen               | –    | –      | 2      | 2      |
| 8     | Schweiz                | –    | –      | 2      | 2      |